# Ellen Giacone
Ellen Giacone (* 26. Oktober 1982 in Pinerolo) ist eine italienisch-niederländische Sopranistin.

## Leben und Wirken
Giacone begann Klavier und Geige zu lernen, als sie im Alter von 8 Jahren nach Paris gezogen war. Mit 17 Jahren erhielt sie eine klassische Stimmausbildung. Zunächst studierte sie an der Ecole Normale Supérieure in Paris Biologie und Betriebswirtschaftslehre bis zum Master. 2011 schloss sie ihr professionelles Studium des klassischen Gesangs ab, nachdem sie von Alexandra Papadjiakou, Mary Saint-Palais und Robert Expert unterrichtet worden war. Weiterhin studierte sie am Conservatoire à Rayonnement Régional von Paris bei Fusako Kondo.
Seit 2002 entwickelte Giacone einen Hang zum Barockrepertoire; sie gab viele Konzerte, meist Einzelprogramme, mit verschiedenen Chören und Ensembles in Paris, Metz und Genf. Außerdem sang sie mehrmals unter der Leitung von Ton Koopman in Paris und New York; ihre Interpretation von Händels Ode to St. Cecilia's Day wurde in der New York Times gelobt.
2012 trat sie dem Monteverdi Choir unter der Leitung von John Eliot Gardiner für verschiedene Projekte in Europa bei. Daneben sang sie auch regelmäßig mit anderen englischen Ensembles, darunter Polyphony unter der Leitung von Stephen Layton. Zudem ist sie Mitglied des französischen Ensembles Athénaïs, mit dem sie zwei Alben mit französischem Barockrepertoire aufgenommen hat (Anima Christi, 2011 & O Amor Jesu, 2014, Bayard Musique). Sie singt auch regelmäßig mit den Pariser Ensembles Pygmalion, Accentus und Luce del Canto, mit denen sie das Album Paroles à l'absent (2014) aufgenommen hat.
Ihr erstes Soloalbum, Vocalise Ave Maria, erschien im November 2014 beim französischen Label Monthabor. Auf der Bühne sang sie verschiedene Opern und Oratorien, wie etwa Rousseaus Devin du Village (2006), die Belinda in Purcells Dido und Aeneas (2009 und 2014), Mozarts La finta giardiniera (2011) oder Händels Messias (2011).
Als Solistin interpretierte sie zudem Komponisten des 20. Jahrhunderts wie Fauré, Strawinsky, Poulenc, Britten oder Berio. Seit Ende 2013 ist sie Mitglied von Ensembl-e-change, einer von Nicolas Agùllo gegründeten Gruppe zur Interpretation zeitgenössischen Repertoires sowie von Arrangements traditioneller Musik aus Südamerika. Zudem nahm sie mit dem AUM Grand Ensemble das minimalistische Album You've Never Listened to the Wind auf. Mit Youen Cadiou gründete sie das Body & Soul Trio, das Jazzstandards und Alte Musik interpretiert.